# سارة تبريزي
سارة جوانا تبريزي الحاصلة على زمالة أكاديمية العلوم الطبية هي طبيبة أعصاب بريطانية وأخصائية في العلوم العصبية المتعلقة بمجال التحلل العصبي. تشغل تبريزي منصب أستاذة ورئيسة مشتركة لقسم أمراض التحلل العصبي في معهد طب الأعصاب التابع لكلية لندن الجامعية؛ ومؤسسة ورئيسة مركز داء هنتنغتون كلية لندن الجامعية؛ ومشرفة الأبحاث في معهد المملكة المتحدة لأبحاث الخرف التابع لكلية لندن الجامعية وطبيبة أعصاب استشارية فخرية في المستشفى الوطني لطب الأعصاب والجراحة العصبية في ساحة الملكة، لندن، حيث أسست عيادة مرض هنتنغتون متعددة التخصصات. افتُتح مركز مرض هنتنغتون التابع لكلية لندن الجامعية رسميًا في 1 مارس 2017 من قبل رئيس الكلية والأستاذ الجامعي مايكل آرثر.

## التعليم والحياة المهنية
تخرجت تبريزي بدرجة ممتازة في الكيمياء الحيوية من جامعة هيريوت وات في عام 1986 وحصلت على درجة البكالوريوس في الطب والجراحة من جامعة إدنبرة في عام 1992، حيث تخرجت بالميدالية الذهبية (إتلس سكولار) لأفضل خريج طبي. أنهت تبريزي درجة الدكتوراه من كلية لندن الجامعية في عام 2000. خلال فترة عملها كطبيبة أعصاب متدربة في المستشفى الوطني لطب الأعصاب والجراحة العصبية (إن إتش إن إن)، في كوين سكوير، عملت تبريزي تحت يد الأستاذين الجامعيين أنيتا هاردينغ وديفيد مارسدن، إذ ترك كل منهما انطباعًا دائمًا عليها. حصلت تبريزي على درجة الدكتوراه في زمالة التدريب السريري «إم آر سي» لدراسة الخلل الوظيفي الميتوكوندري في التحلل العصبي بالتعاون مع توني شابيرا وجيليان بيتس في الفترة الممتدة بين عامي 1996 و1999، لتحصل بعد ذلك زمالة العالم السريري الوطني التابعة لوزارة الصحة في معهد «يو إل سي» للعلوم العصبية في عام 2002 وتعمل مع جون كولينغ وتشارلز وايسمان على بيولوجيا الخلايا البريونية. شغلت تبريزي منصب محاضرة سريرية أولى في «يو إل سي» وطبيبة أعصاب استشارية فخرية في عام 2003، ثم ترقت إلى منصب أستاذة «ريدر» في عام 2007 وأصبحت أستاذة جامعية «فول بروفيسور» في عام 2009.

## الجوائز والتكريمات
- ميدالية الألفية لمجلس البحوث الطبية (2022).[8]
- جائزة البحث المتميز لجمعية مرض هنتنغتون الأمريكية (2022).
- وسام ومحاضرة أوسلر من جمعية الأطباء في بريطانيا العظمى وأيرلندا (2022).
- وسام ألكسندر موريسون من كلية الأطباء الملكية في إدنبرة (2019).
- جائزة يهر من الكونغرس العالمي لطب الأعصاب (2019).
- جائزة كوتزياس من الجمعية الإسبانية لطب الأعصاب (2018).
- جائزة القائدة النسائية NHS70 (2018).
- جائزة ليزلي جيري برينر السابعة للابتكار في العلوم التي تمنحها مؤسسة الأمراض الوراثية (2017).
- زميلة منتخبة في أكاديمية العلوم الطبية (2014).
- عضو في مجموعة خبراء صندوق ويلكم حول العلوم العصبية الخلوية والجزيئية (2013-2017).
- محررة مشاركة، مجلة مرض هنتنغتون.
- زميلة منتخبة في كلية الأطباء الملكية (2007).

## حياتها الخاصة
تعيش تبريزي في لندن مع زوجها المؤلف مايكل ناث.